# Otto Sverdrup

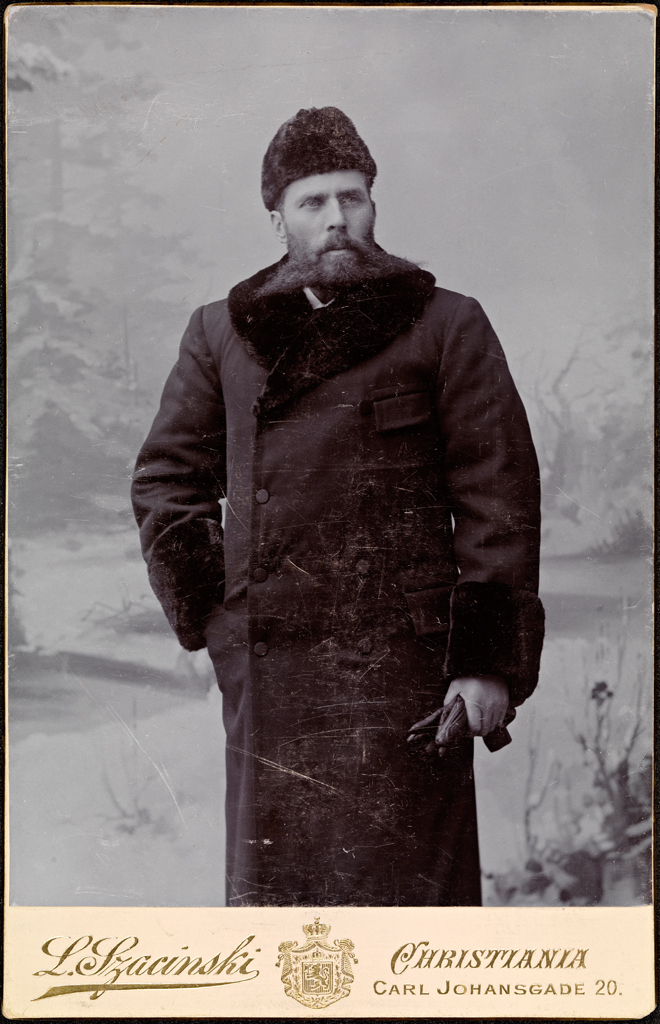
Otto Sverdrup (1898)

Otto Neumann Knoph Sverdrup (* 31. Oktober 1854 in Bindal; † 26. November 1930 in Sandvika bei Oslo) war ein norwegischer Seefahrer und Polarforscher. Er war der Kapitän der Fram auf Fridtjof Nansens Nordpolexpedition und leitete von 1898 bis 1902 eine sehr erfolgreiche Polarexpedition, die 150.000 km² bis dahin unbekannten Landes in der kanadischen Arktis kartierte.

## Leben

### Frühe Jahre
Otto Sverdrup wurde 1854 als Sohn des Landwirts Ulrik Frederik Suhm Sverdrup (1833–1914) und dessen Frau Petrikke („Petra“) Neumann Knoph (1831–1885) auf dem väterlichen Hof Haarstad in der Nähe von Bindal geboren. Mit 17 Jahren begann er seine seemännische Laufbahn. Er fuhr auf verschiedenen norwegischen und amerikanischen Schiffen, legte 1875 seine Steuermannprüfung ab und erhielt 1878 das Kapitänspatent. Schon mit 24 Jahren hatte er das Kommando über das Dampfschiff Trio.

### Durchquerung Grönlands

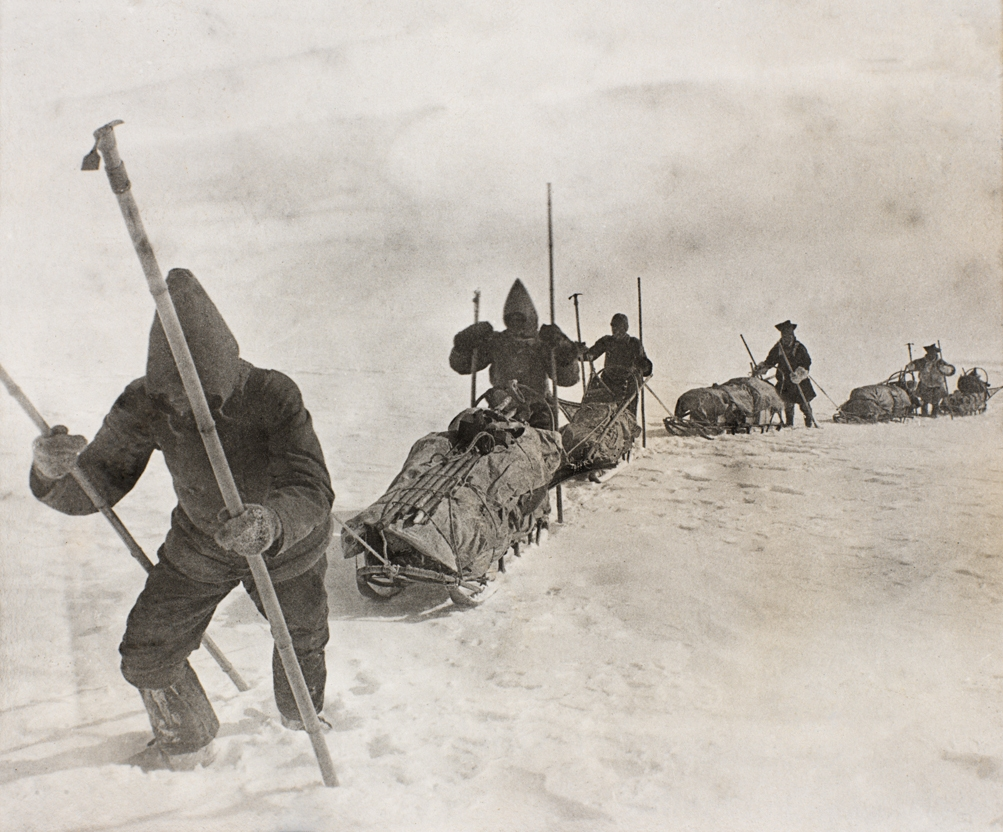
Teilnehmer der Grönland-Expedition (v. l. n. r.: Sverdrup, Kristiansen, Dietrichson, Balto und Ravna) beim Marsch über das Inlandeis

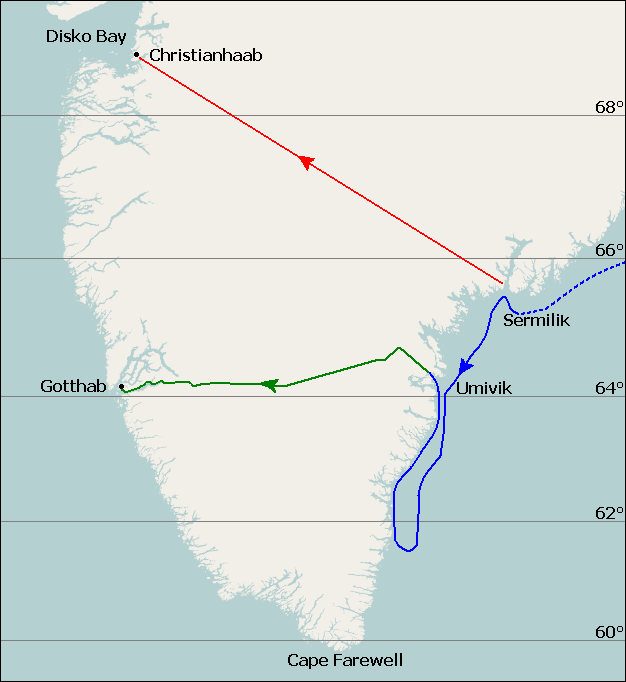
Nansens Grönlanddurchquerung 1888
Die gepunktete Linie zeigt die Fahrt der Jason bis zum 17. Juli. Die durchgezogene Linie zeigt die Eisdrift bis zum 29. Juli und die Küstenwanderung bis zum 11. August.
Die ursprünglich geplante Route von Sermilik nach Christianshåb.
Die wirkliche Route vom 15. August bis 3. Oktober.

Über seinen Freund, den Rechtsanwalt Alexander Nansen (1862–1945), lernte er dessen Bruder Fridtjof Nansen kennen. Sverdrup schloss sich diesem an, als er eine Mannschaft für die erste Durchquerung Grönlands auf Skiern zusammenstellte. Am 2. Mai 1888 verließen sie auf der Jason den Hafen von Christiania. Das Vorhaben drohte zu scheitern, als das Schiff sich der grönländischen Ostküste wegen des vorhandenen Eises nur bis auf 20 km nähern konnte. Nach einem Monat des Wartens versuchten die sechs Männer am 17. Juli die Küste in zwei Booten zu erreichen. Sie konnten den Eisgürtel aber nicht überwinden und wurden von der starken Strömung etwa 380 km nach Süden abgetrieben, ehe sie am 29. Juli in der Nähe des 62. Breitengrades Land betraten. Die Männer folgten nun der Küste nach Norden bis zum Umivikfjord, von wo sie sich am 15. August in Richtung Westen auf den Weg machten. Dabei mussten sie ihre Schlitten auf eine Höhe von bis zu 2720 m ziehen. Ihren Plan, Christianshåb anzusteuern, gaben sie nach zwölf anstrengenden Tagen auf. Stattdessen richteten sie ihren Kurs nun auf Godthåb aus. Innerhalb von 42 Tagen legten sie eine Strecke von etwa 560 km über den grönländischen Eisschild zurück, bevor sie am 26. September den Ameralikfjord erreichten. Mit einem Behelfsboot erreichten Sverdrup und Nansen am 3. Oktober Godthåb und ließen den Rest der Mannschaft abholen. Der Herbst war inzwischen so weit fortgeschritten, dass kein Schiff mehr nach Europa fuhr. Für Sverdrups und Nansens spätere Unternehmungen stellte dieser Umstand sich als günstig heraus. Während der Überwinterung in Godthåb lernten sie von den Inuit, wie man in der Arktis überlebt, und insbesondere, wie man Hundeschlitten führt. Erst am 25. April 1889 fuhren Nansen und seine Männer an Bord der Hvidbjørnen von Godthåb zunächst nach Dänemark. Nach einem Zwischenaufenthalt in Kopenhagen trafen die Expeditionsteilnehmer an Bord des Postschiffs M. G. Melchior am 30. Mai 1889 in Christiania ein.
Am 12. Oktober 1891 heiratete Otto Sverdrup seine Cousine Gretha Andrea Engelschiøn (1866–1937). Die gemeinsame Tochter Audhild Sverdrup (1893–1932) war später die Ehefrau des Linguisten Carl Marstrander.

### Erste Fram-Expedition

Die Routen der Fram-Expedition zwischen 1893 und 1896:
Die Fahrt der Fram von Vardø entlang der sibirischen Küste bis zu den Neusibirischen Inseln und ins Packeis (Juli bis September 1893).
Eisdrift der Fram von den Neusibirischen Inseln bis nach Spitzbergen (September 1893 bis August 1896).
Der Marsch von Nansen und Johansen bis zu einer Breite von 86° 13,6′ N (damaliger Nordrekord) und der anschließende Rückweg nach Kap Flora auf der Northbrook-Insel des Franz-Josef-Archipels (März 1895 bis Juni 1896).
Rückfahrt von Nansen und Johansen von Kap Flora nach Vardø (August 1896).
Rückfahrt der Fram von Spitzbergen nach Tromsø (August 1896).

Unmittelbar nach der Rückkehr aus Grönland plante Nansen seine nächste Expedition. 1884 waren Teile der drei Jahre zuvor nördlich der Neusibirischen Inseln verloren gegangenen Jeannette an der Südwestküste Grönlands gefunden worden. Nansen fasste den Entschluss, dort, wo George De Longs Expedition gescheitert war, eine Eisdrift durch den Arktischen Ozean zu beginnen, um mehr über die Bewegungen des arktischen Eises zu erfahren und dabei auch dem Nordpol nahezukommen. Dazu benötigte er jedoch ein Schiff, das den zu erwartenden starken Eispressungen standhalten würde. Von Beginn an bezog Nansen Sverdrup in seine Planungen mit ein, der auch den Bau des Schiffs durch Colin Archer von 1890 bis 1893 persönlich beaufsichtigte.

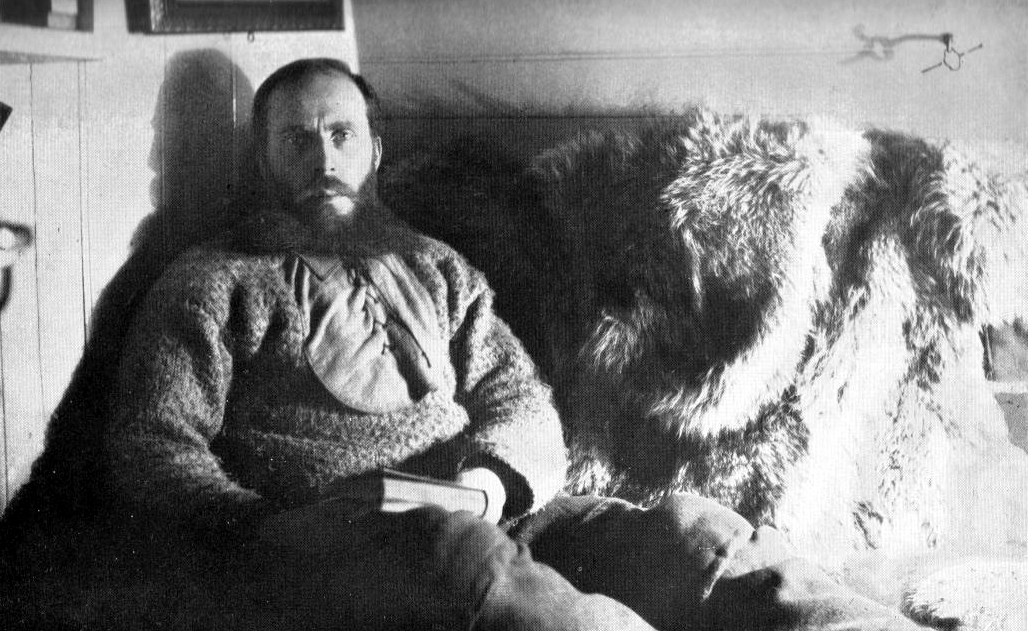
Otto Sverdrup in seiner Kajüte auf der Fram

Folgerichtig wurde Sverdrup Kapitän der Fram. Er navigierte das Schiff 1893 durch die Nordostpassage bis zu den Neusibirischen Inseln und steuerte es dort am 25. September direkt in das Packeis, um es einfrieren zu lassen. Das Schiff trieb mit dem Eis in Richtung Nordwesten, und bald wurde klar, dass sein Kurs nicht direkt über den Nordpol führen würde. Nansen beschloss, das Schiff zu verlassen und den Versuch zu unternehmen, den Pol mit Hundeschlitten zu erreichen. Ende Februar 1895 brachen Nansen und Fredrik Hjalmar Johansen mit zwei Hundegespannen Richtung Norden auf. Sverdrup übernahm damit die Leitung der Expedition. Er war von nun an bis zum Ende der Drift allein verantwortlich für das Schiff, die Mannschaft und das wissenschaftliche Programm. Erst im Sommer 1896 kam die Fram bei Spitzbergen frei und lief am 14. August die Däneninsel (norwegisch Danskøya) an, wo Salomon August Andrée auf günstigen Wind wartete, um mit dem Ballon zum Nordpol fahren zu können. Es kam zu einer herzlichen Begegnung beider Polarforscher an Bord der Fram. Ende August erreichte Sverdrup Tromsø, sieben Tage nachdem auch Nansen und Johansen wohlbehalten nach Norwegen zurückgekehrt waren.
Im Sommer 1897 führte Sverdrup als Kapitän der Lofoten sieben einwöchige Touristenfahrten nach Spitzbergen durch. Im Auftrag der Vesteraalens Dampskibsselskab verkehrte das Schiff zwischen Hammerfest und der Advent Bay, wo die Reederei in der Nähe von Longyearbyen ein Hotel betrieb.

### Zweite Fram-Expedition

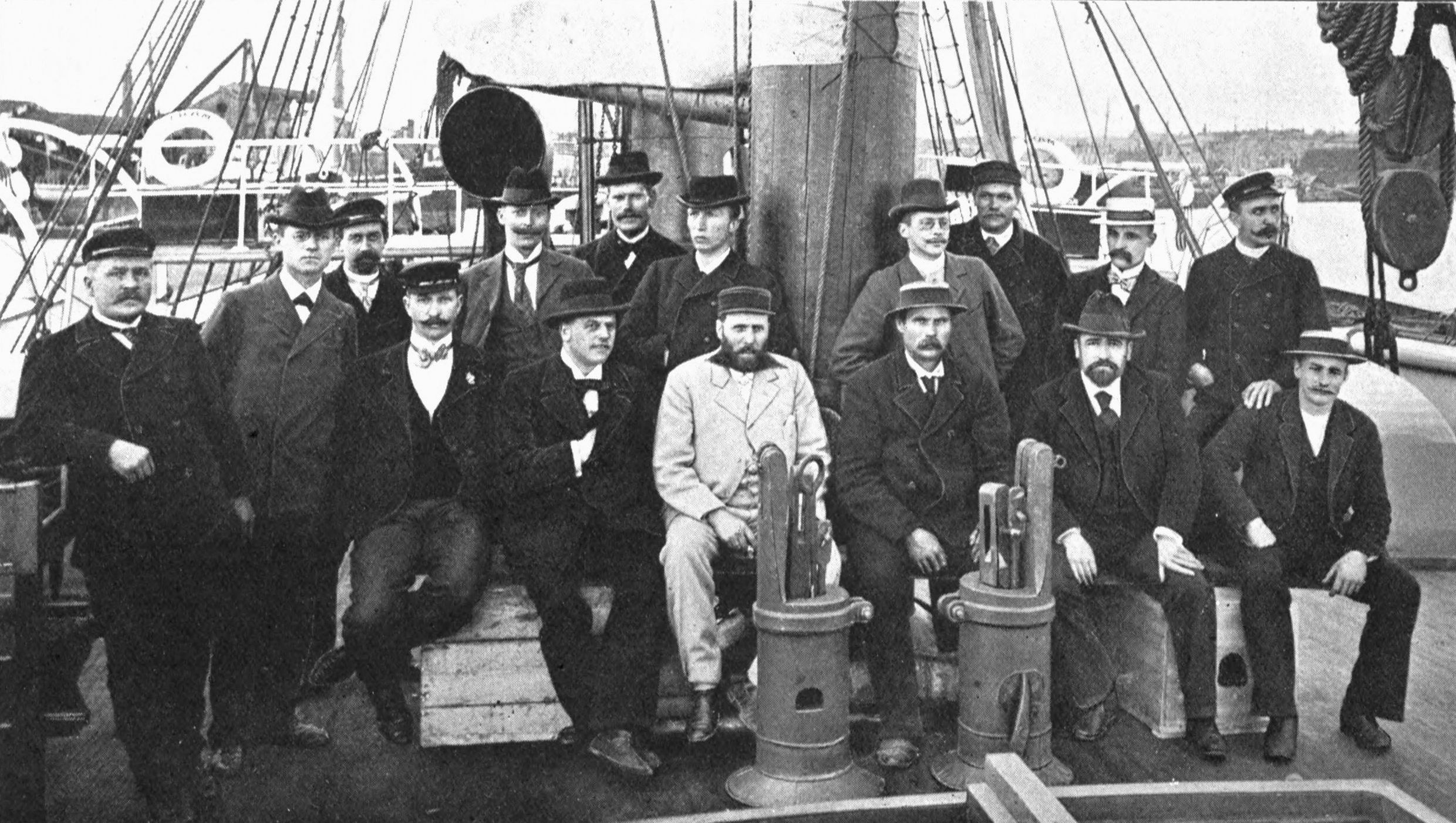
Die Teilnehmer der Zweiten Fram-Expedition, Sverdrup in der Mitte

Auf Anregung Nansens begann Sverdrup schon 1896, eine eigene Expedition mit der Fram vorzubereiten. Der Plan sah vor, von der Baffin Bay kommend die Nares-Straße zwischen Grönland und Ellesmere-Insel zu durchfahren und sich in der Lincolnsee ostwärts zu wenden. An der Nordküste Grönlands sollte in einer geeigneten Bucht überwintert werden, um auf Schlittenreisen den nördlichsten Punkt Grönlands zu finden und die unbekannte Nordostküste zu erforschen. Das Erreichen des Nordpols gehörte nicht zu den Zielen der Expedition. Die Finanzierung übernahmen zum größten Teil die Eigentümer der Brauerei Ringnes, die Brüder Amund und Ellef Ringnes sowie Axel Heiberg.
Am 24. Juni 1898, auf den Tag genau fünf Jahre nach dem Beginn ihrer ersten Expedition, verließ die Fram den Hafen von Christiania. An Bord waren neben der Schiffscrew von Kapitän Victor Baumann der Kartograf Gunnerius Ingvald Isachsen, der Botaniker Herman Georg Simmons, der Zoologe Edvard Bay, der Geologe Per Schei, der Arzt Johan Svendsen (1866–1899) und der spätere Begleiter Roald Amundsens bei der Bezwingung des Südpols, Sverre Hassel. Die Nares-Straße war in diesem Jahr aber unbefahrbar. Eine Eisbarriere im Smithsund versperrte den weiteren Weg nach Norden. Nach mehreren vergeblichen Versuchen, diese zu überwinden, suchte Sverdrup einen sicheren Ankerplatz in der Rice-Straße zwischen Pim Island und der Ellesmere-Insel auf, um hier zu überwintern. Während seiner Jagdausflüge stellte er fest, dass die Bache-Insel im Westen über eine Landbrücke mit der Ellesmere-Insel verbunden und also eine Halbinsel ist. Im Frühjahr unternahm die Expedition zwei ausgedehnte Schlittenfahrten ins Innere der Ellesmere-Insel. Mit Edvard Bay erreichte Sverdrup am Bay Fiord erstmals die Westküste der Insel.

Karte der Entdeckungen der Zweiten Fram-Expedition 1898–1902

Da der Smithsund auch im Sommer 1899 blockiert war, musste Sverdrup seinen ursprünglichen Plan, den Norden Grönlands zu erforschen, aufgeben. Er beschloss, die noch gänzlich unbekannten Gebiete westlich der Ellesmere-Insel zu erforschen. Er navigierte sein Schiff nach Süden in die Baffin Bay und dann westlich in den Jonessund, wo er die Fram für die zweite Überwinterung im Harbour Fiord an der Südküste der Ellesmere-Insel vor Anker gehen ließ. Im September erforschte er mit drei Männern die Nordküste des Jonessunds. Sie wurden mit ihrem Boot im Baad Fiord vom Eis festgehalten und mussten mehrere Wochen warten, bis der Sund so weit zugefroren war, dass sie auf dem Eis zur Fram zurückkehren konnten. Zu diesem Zeitpunkt waren bereits zwei Expeditionsmitglieder gestorben.
Der Winter wurde genutzt, um Verbesserungen an den Schlitten vorzunehmen. Am 20. März 1900 brach Sverdrup mit sieben Mann Richtung Westen auf. Der Jonessund wurde durch das Hell Gate, die Meerenge zwischen Ellesmere-Insel und North Kent Island verlassen und die Norwegian Bay erreicht. Nun begann eine Zeit der Entdeckungen. Am 7. April betrat Sverdrup Axel Heiberg Island, Isachsen erreichte Amund Ringnes Island und Schei erforschte Graham Island, Buckingham Island und North Kent Island. Im Sommer versuchte Sverdrup, die Fram näher an die neu entdeckten Gebiete heranzubringen. Er konnte aber weder die Cardigan Strait noch Hell Gate passieren und suchte für die dritte Überwinterung schließlich einen Ankerplatz im Goose Fiord auf.
Im Frühjahr 1901 stießen die Schlittenexpeditionen in den Eureka Sound und den Greely Fiord im Nordwesten der Ellesmere-Insel vor. Isachsen kartierte die Küsten von Amund Ringnes Island und entdeckte eine weitere große Insel, die Ellef Ringnes Island genannt wurde, während Baumann das Gebiet am Baumann Fiord erforschte. Trotz intensiver Bemühungen mit Eissägen und Sprengstoff gelang es der Expedition im Sommer nicht, die Eisbarriere am Ausgang des Goose Fiord zu durchbrechen, so dass die vierte Überwinterung in Angriff genommen werden musste. Das eröffnete die Möglichkeit, im Frühjahr 1902 weitere Schlittenreisen zu unternehmen. Sverdrup wollte die Frage, ob Axel Heiberg tatsächlich eine Insel sei, endgültig klären und fuhr mit Schei den Eureka Sound und den Nansen Sound bis zu dessen Ausgang in den Arktischen Ozean hinauf, ohne eine Verbindung zwischen der Axel-Heiberg- und der Ellesmere-Insel zu finden. Sverdrup erreicht hier bei 81°40′ den nördlichsten Punkt der Expedition. Isachsen untersuchte inzwischen die noch unbekannte Nordküste der Devon-Insel. Am 6. August kam die Fram frei und erreichte Stavanger am 9. September 1902.
Das wichtigste Ergebnis der Expedition war die Entdeckung und Kartierung von Axel Heiberg Island, Amund Ringnes Island und Ellef Ringnes Island sowie einiger kleinerer Inseln, die man heute Sverdrup-Inseln nennt und die bezüglich ihrer Fläche den Spitzbergen-Archipel übertreffen. Daneben wurde die Westküste der Ellesmere-Insel und der größte Teil der Nordküste der Devon-Insel kartiert. Die wissenschaftlichen Ergebnisse auf den Gebieten der Geologie, Botanik, Zoologie, Meteorologie und Archäologie füllen 39 Hefte in vier Bänden und einem Ergänzungsband.
Sverdrup nahm die neu entdeckten Gebiete für Norwegen in Besitz. Die norwegische Regierung verzichtete aber 1930 zugunsten Kanadas, das an Sverdrup 67.000 $ für seine Karten und Logbücher zahlte.
Der Wissenschaftshistoriker William Barr nennt die Zweite Fram-Expedition „eine der eindrucksvollsten Leistungen, die in der Polarforschung jemals erreicht wurden“ und Peter Dawes zählt sie zu „den erfolgreichsten Expeditionen in der Geschichte der Arktisforschung“.

### Spätere Arktisreisen
1914 beauftragte die russische Regierung Sverdrup mit der Durchführung einer Such- und Rettungsaktion für die Expeditionen von Wladimir Russanow und Georgi Brussilow. Beide waren 1912 mit dem Ziel einer erstmaligen russischen Bezwingung der Nordostpassage in die Karasee gefahren und seither verschollen. Auch von der Expedition Georgi Sedows, die 1912 in Richtung Franz-Josef-Land aufgebrochen war, um den Nordpol zu erreichen, hatte man keine Nachricht. Der Koordinator der Hilfsaktionen im russischen Marineamt, Leonid Breitfuß, hatte in Norwegen zwei Schiffe gechartert, von denen eines, die Hertha, unter russischer Besatzung nach Franz-Josef-Land fuhr, um Sedow zu suchen. Die Aufenthaltsorte der Russanow- wie auch der Brussilow-Expedition waren völlig unbekannt, aber man hoffte, sie an einer der Küsten der Karasee zwischen der Nordinsel von Nowaja Semlja und dem Kap Tscheljuskin zu finden. Sverdrup erhielt den Auftrag, dieses Gebiet als Kapitän der Eclipse, eines ehemaligen Walfängers, abzusuchen.
Am 13. Juli 1914 stach Sverdrup von Oslo aus in See und passierte einen Monat später die Karastraße. Drei Tage später steckte die Eclipse im Eis fest und driftete nach Osten. Am 9. September fing sie unerwartet einen Funkspruch der Eisbrecher Taimyr und Waigatsch der Hydrographischen Expedition des Nördlichen Eismeers auf, die bei den Fearnley-Inseln vor der Taimyrhalbinsel in Not geraten waren. Die Schiffe unter dem Kommando von Boris Wilkizki kamen aus Wladiwostok und waren am Kap Tscheljuskin in schwere Eispressungen geraten, die besonders die Taimyr stark beschädigt hatten. Im Januar 1915 konnte die Eclipse erstmals Funkkontakt zum russischen Festland aufnehmen und über die missliche Lage der beiden Schiffe berichten. Dabei erfuhr Sverdrup auch von der Rückkehr der Sedow-Expedition und vom tragischen Schicksal der Brussilow-Expedition.
Die Taimyr und die Waigatsch hatten genug Proviant an Bord, allerdings nur, wenn sie im Sommer freikommen und nicht ein weiteres Mal im Eis überwintern müssten. Vorsorglich wurde beschlossen, die Hälfte der Mannschaft von den Schiffen zu evakuieren. Sofort nach dem Ende der Polarnacht begann Sverdrup Lebensmitteldepots zwischen der Eclipse und den Eisbrechern anzulegen. Am 29. April begab er sich mit drei Mann und drei Hundeschlittengespannen zur Taimyr. Von dort führte er 39 Mann über 280 km zur Eclipse, die am 4. Juni erreicht wurde. Von Turuchansk kam eine von Nikifor Begitschew geführte Rettungsmannschaft mit Rentierschlitten und brachte die Seeleute in Sicherheit. Ende Juli kamen die drei Schiffe wieder frei. Sverdrup bunkerte in Dikson Kohle und versorgte damit die Eisbrecher, als er sie kurze Zeit später in der Nähe der Scott-Hansen-Insel traf. Anschließend setzte die Eclipse ihre Suche nach Russanow fort und steuerte die Insel Einsamkeit an, ohne jedoch eine Spur von der verschollenen Expedition zu finden. Sverdrups Auftrag war damit beendet.
Im Frühjahr 1920 beauftragte Breitfuß Sverdrup mit einer weiteren Rettungsaktion. Der Eisbrecher Solowej Budimirowitsch (später Malygin) war in der Karasee mit 87 Personen an Bord eingefroren. Die Kohle- und Lebensmittelreserven waren fast aufgebraucht. Es gelang Sverdrup, mit dem gecharterten Eisbrecher Swjatogor (später Krasin) zur Solowej Budimirowitsch vorzudringen und das Schiff aus dem Eis zu befreien. 1921 geleitete er mit dem Eisbrecher Lenin (dem früheren St. Alexander Newski) einen aus fünf Frachtschiffen bestehenden Konvoi sicher zur Mündung des Jenissej und wieder zurück. Dies war ein erster Schritt, den nördlichen Seeweg in der Sowjetunion als Handelsstraße zu etablieren.

### Späte Jahre

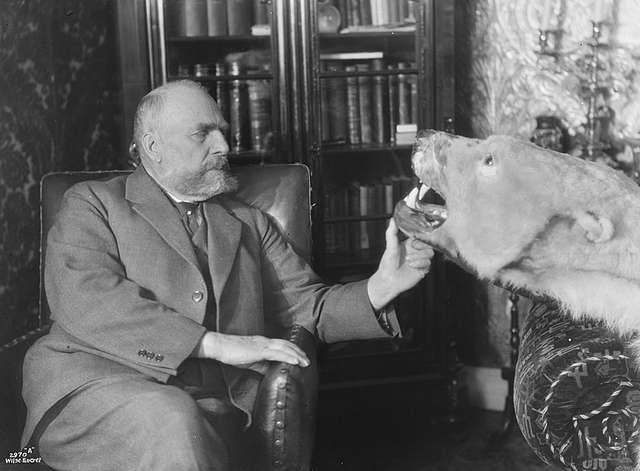
Otto Sverdrup im Jahr 1928

Sverdrup engagierte sich in den 1920er Jahren unermüdlich dafür, sein altes Schiff, die Fram, das seit 1914 ungenutzt in Horten lag, vor dem Verfall zu retten. 1925 wurde er zum Vorsitzenden des Fram-Komitees gewählt. Es gelang ihm, mit Hilfe von Lars Christensen die finanziellen Mittel zu beschaffen, die es ermöglichten, dass die Fram von 1929 bis 1930 unter Sverdrups Aufsicht restauriert wurde. Die Gründung des Fram-Museums erlebte Sverdrup nicht mehr. Er starb am 26. November 1930 in seinem Haus in Sandvika.

## Ehrungen
Für seinen Einsatz während der Fram-Expeditionen wurde Otto Sverdrup vom norwegischen König Oskar II. 1896 das Kommandeurskreuz mit Stern und 1902 das Großkreuz des Sankt-Olav-Ordens verliehen. Er war auch Träger des preußischen Kronenordens I. Klasse und des russischen Ordens der Heiligen Anna II. Klasse. Die Universität Saint Andrews verlieh ihm 1926 die Ehrendoktorwürde. Die Royal Geographical Society verlieh ihm 1903 ihre Goldmedaille (Patron’s Medal) für seine Entdeckungen in der Arktis und seine wichtige Rolle als Kapitän der Fram auf Nansens Fram-Expedition. Schon 1897 hatte die Schwedische Gesellschaft für Anthropologie und Geographie ihm ihre Goldmedaille (Vega-Medaille) zuerkannt.
Der von ihm entdeckte Archipel in der kanadischen Arktis trägt heute den Namen Sverdrup-Inseln. Dort gibt es auch den Sverdrup-Kanal. Auf Devon Island ist der Sverdrup-Gletscher zu finden, an der Küste zum Jonessund auch die Bucht Sverdrup Inlet und auf der Ellesmere-Insel der Sverdrup-Pass. Nach Otto Sverdrup benannt sind außerdem die Sverdrup-Insel in der Karasee und eine weitere dem Nordwesten Grönlands vorgelagerte Insel sowie die Berge Sverdrupfjellet auf Spitzbergen und Gora Sverdrupa auf der Taimyrhalbinsel. Auch der Mondkrater Sverdrup trägt seinen Namen.
Die norwegische Marine stellte 2008 die nach ihm benannte Lenkwaffenfregatte Otto Sverdrup der Fridtjof-Nansen-Klasse in Dienst.
Das 2002 gebaute Hurtigrutenschiff Finnmarken fuhr von 2021 bis 2025 (nach dem Umbau zum Expeditionsschiff) unter dem Namen Otto Sverdrup.

## Werke
- Neues Land. Vier Jahre in arktischen Gebieten, 2 Bände, Brockhaus, Leipzig 1903 (Originaltitel: Nyt Land. Fire Aar i arktiske Egne)
- Under russisk flag, Aschehoug, Oslo 1928 (norwegisch)